# دای اوکادا
دای اوکادا (انگلیسی: Dai Okada؛ زادهٔ ۴ ژانویهٔ ۱۹۸۵) بازیکن فوتبال اهل ژاپن است.